# Keszthely-Kultur

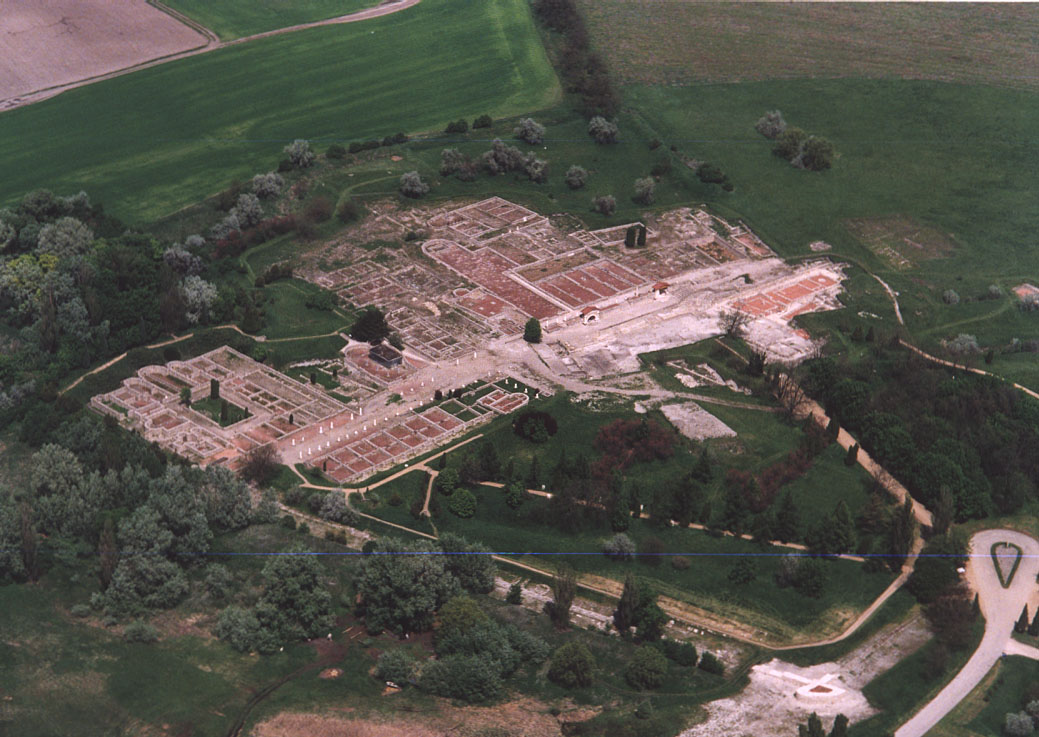
Gorsium - Herculia (Tác, Ungarn), ein urbanes Zentrum der Keszthely-Kultur

Die Keszthely-Kultur bestand etwa zwischen 500 und 700 n. Chr. in Westungarn. Sie wurde von romanisierten Einwohnern von Pannonien geschaffen, die im Umland von Castellum (heutiges Keszthely) nahe dem Plattensee lebten.
Diese Kultur florierte unter der awarischen Herrschaft über Pannonien als Zentrum des Kunsthandwerks (hauptsächlich der Goldverarbeitung).

## Geschichte
„In Fenekpuszta (Keszthely)... haben Ausgrabungen eine einzigartige Gruppe von Funden zu Tage gebracht, die nicht nur die Anwesenheit von Christen, sondern auch von Römern nahelegen... Es gibt Funde wie eine Goldnadel, auf der BONOSA eingraviert war; der Beweis, dass eine römisch anmutende Bevölkerung in Fenekpuszta verblieb (nach der Völkerwanderung)“

Pannonien, eine Provinz des Weströmischen Reichs, wurde in rascher Folge von den Hunnen, Gepiden, Awaren usw. verheert. Nur wenige tausend romanisierte Pannonier überlebten diese Verwüstungen, hauptsächlich um den Pelso-See (heute Plattensee) in kleinen befestigten Dörfern wie Keszthely.

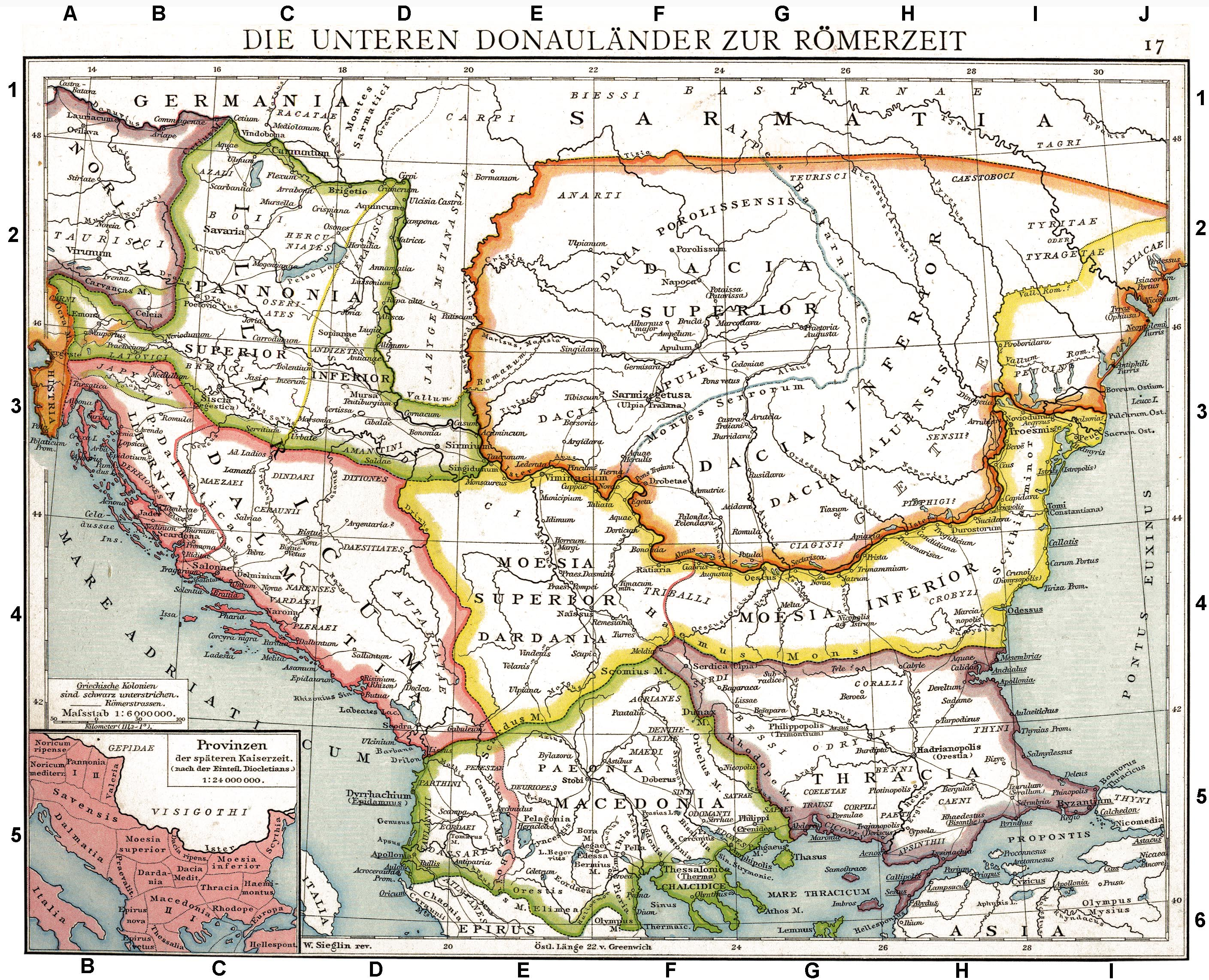
Das römische Pannonien

Diese romanische Restbevölkerung in Pannonien schuf in der Folge die Keszthely-Kultur. Die künstlerischen Hinterlassenschaften dieser Kultur wurden zum Großteil in den Werkstätten von Keszthely-Fenékpuszta und Sopianae (heutiges Pécs) im Auftrag für die gepidischen und später awarischen Herren des Landes hergestellt.
Nach der Eroberung Pannoniens durch die Awaren blieb das Kastell Fenékpuszta nahe Keszthely von der allgemeinen Zerstörung verschont. Die Einwohner leisteten Tribut in Form von Lebensmitteln und Kunstgegenständen. Nach 568 erreichten neue, christliche und romanisierte Pannonier die Siedlung, die wahrscheinlich aus Aquincum (heutiges Budapest) hierher geflohen waren. Das Kastell von Keszthely-Fenékpuszta wurde das Zentrum eines im Umfang 30 km messenden städtischen Gebietes, dessen Einwohner ihre Toten mit Juwelen und Kleidung byzantinischer Herkunft bestatteten. Sie bauten auch die in der Festung gelegene Basilica wieder auf, in der die Angehörigen der romanischen Oberschicht begraben wurden, während deren Verwandten vor dem nahe gelegenen horreum (Kornspeicher) bestattet wurden.
Im Jahr 626 erlitten die Awaren eine schwere Niederlage vor den Wällen von Konstantinopel, woran sich ein Bürgerkrieg anschloss. Die Vorsteher der Bürgerschaft von Keszthely-Fenékpuszta unterstützten die unterlegene Partei dieser Auseinandersetzungen. Deshalb wurde das Kastell von Fenékpuszta von den Awaren später belagert und zerstört. Die verbliebene christlich-römische Bevölkerung geriet unter militärischen Druck. Auf den Gräberfeldern des 7. und 8. Jahrhunderts wurden sowohl Christen als auch Awaren begraben, allerdings an separaten Orten. Ihre unterschiedlichen Religionen hinderten beide Völker an der Vermischung. Die christlich-romanische Bevölkerung, die ihre eigene römisch-pannonische Sprache entwickelte, war von den übrigen romanischen Völkern abgeschnitten und erschuf so eine eigenständige und charakteristische Kultur, die man aus den Funden von den Friedhöfen um Keszthely rekonstruieren kann. Man nannte die Kultur aufgrund des Fundorts die Keszthely-Kultur. Keszthely war das städtische Zentrum der Plattensee-Region, weil es sich an der Kreuzung wichtiger Fernhandelsstraßen zwischen der Donau und dem Mittelmeer befand.
Gegen Ende des 8. Jahrhunderts vernichtete Karl der Große das Awarenreich, und die Franken stießen in die pannonische Tiefebene vor. Die christlich-romanische Bevölkerung um Keszthely übernahm schnell die Gebräuche der westlichen Christenheit, was unter anderem auch das Begraben der Toten ohne Grabbeigaben einschloss und die spätere Identifizierung von Bestattungen der Keszthely-Kultur erschwert. Das Kastell von Fenékpuszta wurde abermals im 9. Jahrhundert repariert. Es bot den verbliebenen Awaren und einigen Südslawen, die dort zu Beginn des Jahrhunderts eingewandert waren, Schutz. Ihre Friedhöfe behielten einen großen Teil heidnischer Traditionen bei.
Das 10. Jahrhundert ist die dunkelste Periode in der Geschichte von Keszthely. Es finden sich weder Spuren einer überlebenden pannonisch-romanischen Bevölkerung noch Spuren der erobernden Magyaren.

## Kunsthandwerk

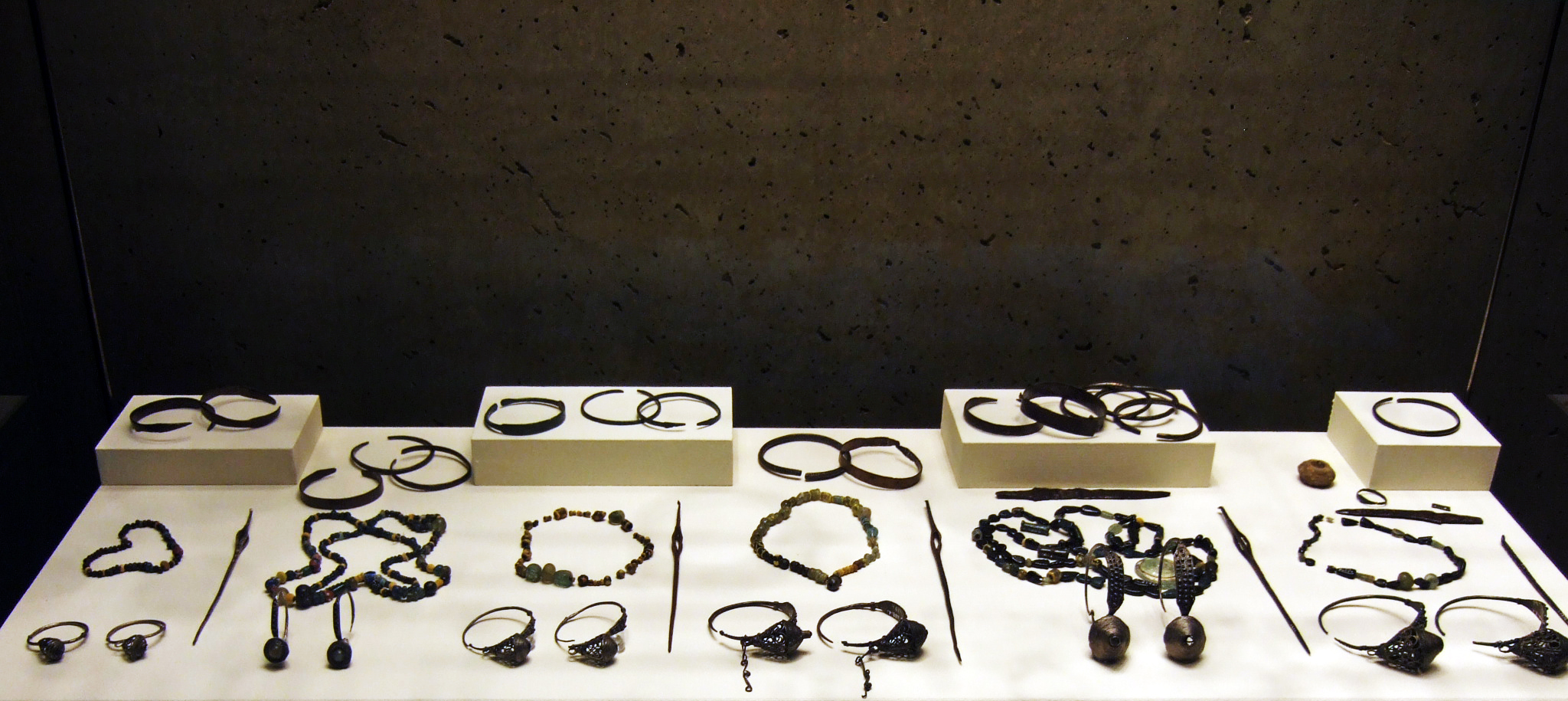
Charakteristische Gewandnadeln und Ohrringe mit korbförmigen Anhängern

Am Ende des 6. Jahrhunderts lässt sich eine romanische Bevölkerung vor allem in den neuangelegten Reihengräbern von Keszthely (Castellum) und Pécs (Sopianae) (Südwest-Ungarn) finden. In der awarischen Periode Pannoniens erreichten wahrscheinlich neue romanisierte oder byzantinische Bevölkerungen von dem Balkan diese Ortschaften und halfen beim Aufbau einer Kunstproduktion. Zu allen Zeiten behielt die romanische Bevölkerung einen künstlerischen Austausch mit der mediterranen Welt bei.

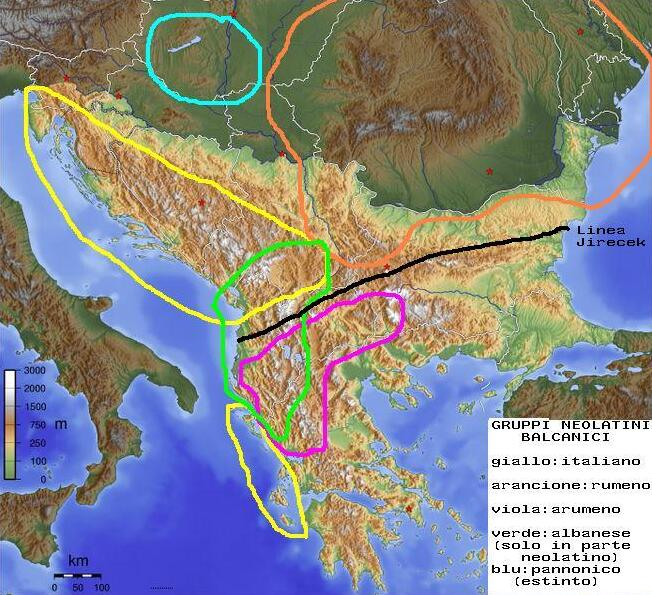
Romanische Sprachgruppen auf dem Balkan. Cyan ist das vermutete Verbreitungsgebiet der ausgestorbenen pannonisch-romanischen Sprache markiert.

Das charakteristische Kostüm der Frauen beinhaltete Ohrringe mit korbförmigen Anhängern, runden Broschen mit frühchristlichen Motiven und Gewandnadeln. Die frühchristlichen Symbole waren vor allem Kreuze; und es gab vogelförmige Broschen und Gewandnadeln mit Vogelmotiven. Die romanische Bevölkerung unterlag aber auch einer "Awarisierung", sodass sich nur in der unmittelbaren Nachbarschaft von Keszthely eine "Insel" der spätantiken Tradition finden lässt.

## Sprache
Der Name des Dorfes Keszthely könnte eine Kontinuität zum lateinischen „castellum“ (Kastell, Burg) darstellen.
Die Linguisten Alexandru Madgearu (in Românii în opera Notarului Anonim) und Julius Pokorny (in Indogermanisches Etymologisches Wörterbuch) schreiben, dass das Wort „kestei“ (wie Keszthely im Ungarischen ausgesprochen wird) dem Venetisch/Istrischen „caestei“ ähnelt.
Die ausgestorbene Sprache dieser pannonischen Romanen spiegelt sich noch heute in einigen Toponymen um den Plattensee wider.